# Rhagomys longilingua
Rhagomys longilingua (Luna & Patterson, 2003) è un roditore della famiglia dei Cricetidi diffuso nell'America meridionale.

## Descrizione

### Dimensioni
Roditore di piccole dimensioni, con la lunghezza della testa e del corpo tra 80 e 103 mm, la lunghezza della coda tra 75 e 104 mm, la lunghezza del piede tra 13 e 20 mm, la lunghezza delle orecchie tra 9.0 e 14 mm e un peso fino a 35 g.

### Aspetto
La pelliccia è corta, densa e spinosa. Le parti dorsali sono bruno-olivastre, mentre quelle ventrali sono giallo-brunastre. La linea di demarcazione lungo i fianchi è netta. Le orecchie sono piccole. I piedi sono corti e larghi e le piante sono provviste di grandi cuscinetti carnosi. La coda è leggermente più corta della testa e del corpo, è più chiara sotto, ricoperta da file di anelli di scaglie e termina con un piccolo ciuffo di peli. È provvista di una lingua relativamente più lunga, probabilmente utilizzata per catturare insetti nelle fessure.

## Biologia

### Comportamento
È una specie molto probabilmente arboricola sebbene alcuni individui siano stati catturati sul terreno e a circa un metro d'altezza in un bosco di bambù.

### Alimentazione
Si nutre di insetti, particolarmente di ditteri, Formicidi e Lepidotteri.

## Distribuzione e habitat
Questa specie è diffuso lungo i versanti orientali andini del Perù sud-orientale e della Bolivia settentrionale.
Vive tra i 450 e 1.900 metri di altitudine.

## Conservazione
La IUCN Red List, sebbene conosciuto in poche località distribuite su una vasta zona ma tollerante alle modifiche ambientali, classifica R.longilingua come specie a rischio minimo (Least Concern).